# Paolovite
La paolovite è un minerale descritto nel 1974 in base ad una scoperta avvenuta nel giacimento di Oktyabr nella penisola del Tajmyr ed approvato dall'IMA. Il nome deriva dalle parole "palladium" (palladio) ed "olovo" (stagno) in base alla sua composizione. Il minerale contiene anche piccole quantità di antimonio.
Il minerale è stato sintetizzato scaldando palladio e stagno alla temperatura di 1300 °C in un'ampolla di silice poi mantenuta per 6 ore alla temperatura di 820 °C ed infine raffreddata a 300 °C e temprata. L'analisi mediante diffrazione dei raggi X ha dimostrato che si tratta dello stesso materiale naturale.

## Morfologia
La paolovite è stato trovato sotto forma di granuli di geminati polisintetici.

## Origine e giacitura
La paolovite è stata scoperta in solfuri di rame-nichel concresciuta con sperrylite, argento nativo, palladio nativo e bismuto nativo.